# Manech tête noire
Pour les articles homonymes, voir Manech.
La manech tête noire est une race ovine originaire des montagnes du Pays basque, dans le département des Pyrénées-Atlantiques. Elle est élevée principalement pour son lait, qu'elle produit en quantités satisfaisantes, et qui entre dans la conception du fromage appellation d'origine contrôlée ossau-iraty. C'est un mouton cornu, à la laine blanche et à la tête et les pattes noires. Il est très rustique et occupe généralement les terrains les plus difficiles de la montagne pyrénéenne. Il est bien adapté à la transhumance et à la vie l'été dans les estives.

## Origine
La manech tête noire est issue de la famille des races ovines des Pyrénées à laine tombante. Elle est élevée dans la partie occidentale de la chaîne des Pyrénées depuis très longtemps. Des incertitudes demeurent sur son origine exacte. Pour certains elle a toujours vécu au pays basque, tandis que pour d'autres elle a été amenée par les arabes lors de leurs invasions, ou serait venue d'Asie. On peut dans tous les cas noter que la race est bien différente des autres races pyrénéennes, et qu'elle ne présente aucunement les caractéristiques d'une influence mérinos.
La race est officiellement reconnue par le ministère de l'agriculture en 1970, et son programme de sélection est créé en 1975.

## Description

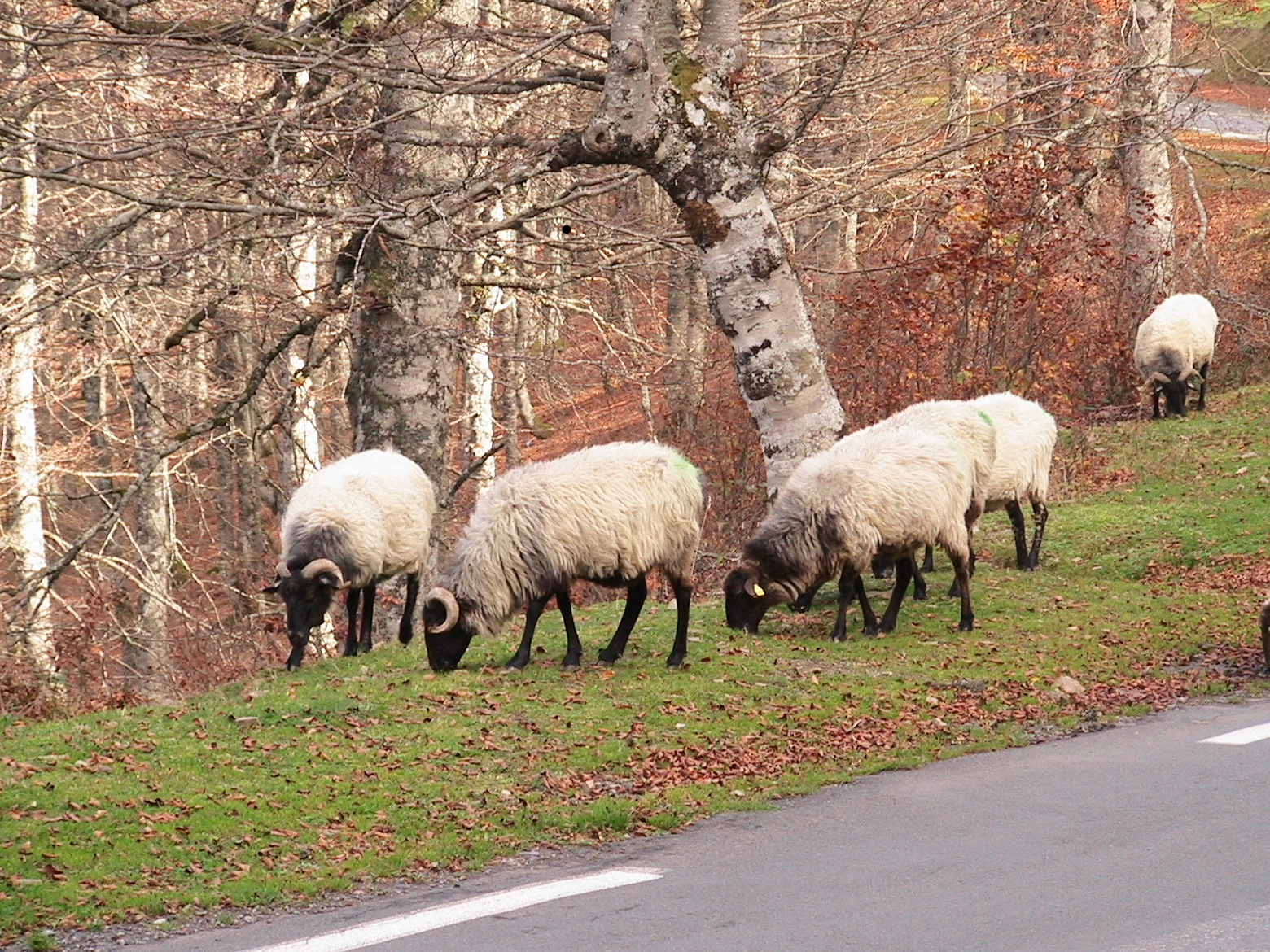
Manech à tête noire.

La manech tête noire a une toison de laine blanche, aux longues mèches pendantes mesurant entre 25 et 30 cm. Elle ne recouvre ni la tête ni la partie inférieure des pattes, et a une teinte légèrement noirâtre au niveau du collier. La tête a une teinte noire. Elle a un chanfrein long et étroit. Les oreilles sont pendantes. Mâles et femelles portent de grandes cornes incurvées. Le corps est long, supporté par des membres puissants, et les gigots sont plats. La mamelle est très développée, et paraît même globuleuse.
La brebis mesure en moyenne 65 cm et pèse 50 kg, le bélier mesurant 80 cm (hauteur au garrot) et pesant 75 kg.

## Aptitudes

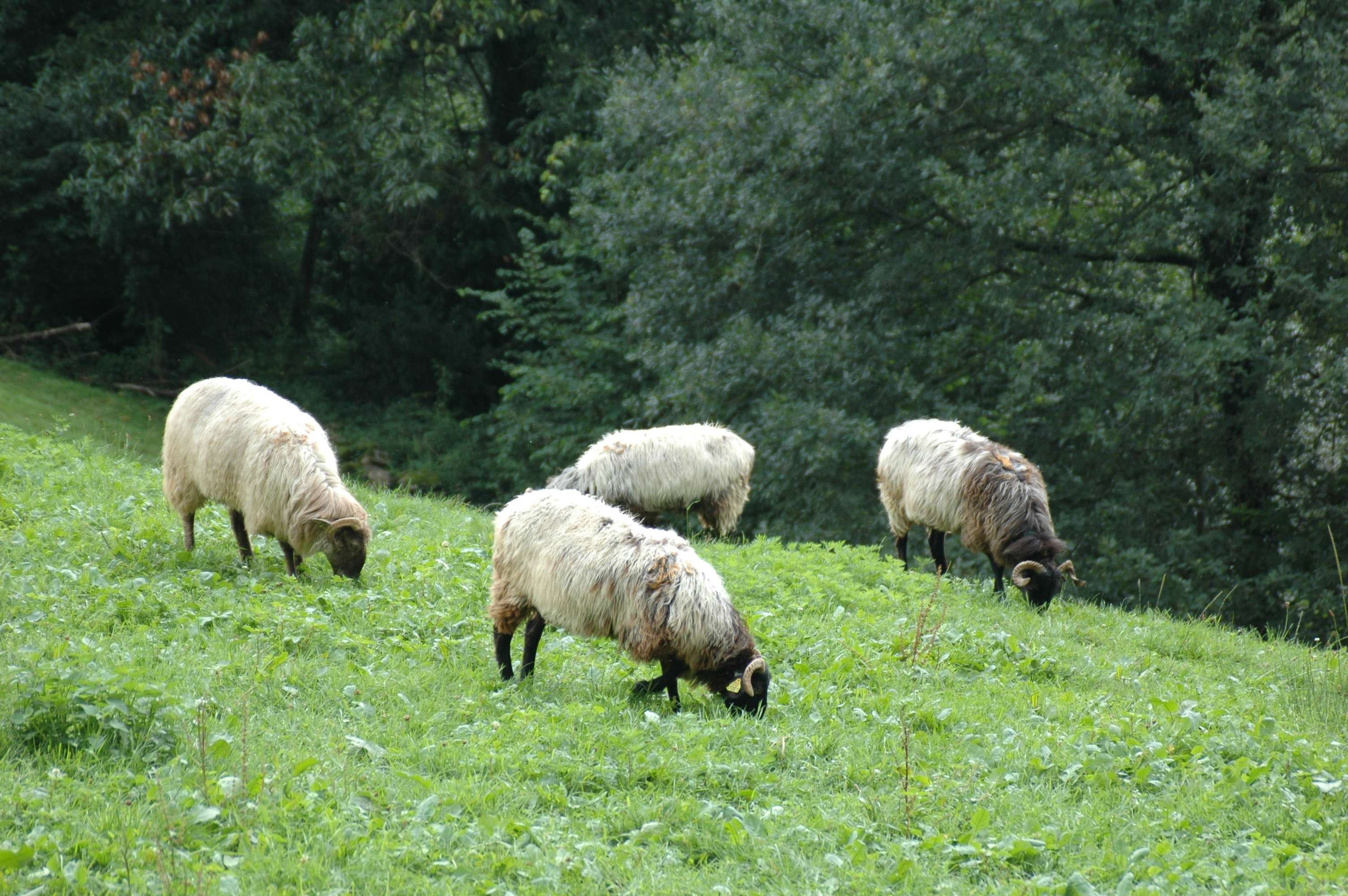
Troupeau de manech à tête noire au pâturage.

Elle est exploitée tant en race pure qu'en croisement, principalement pour la production de lait. Les brebis sont de bonnes laitières. La production moyenne est évaluée à 110 litres par lactation de 133 jours. Leur lait entre dans la fabrication du fromage ossau-iraty (AOC).
C'est une race rustique, bien adaptée aux transhumances et aux longues marches sur des terrains pentus. Elle résiste bien aux intempéries, pluies comme neige, et aux variations de température. Elle agnelle sans problème au printemps et produit le lait en estive. Sa capacité à transformer en lait la richesse de la flore du pâturage fait sa renommée.

## Élevage
La manech tête noire est souvent élevée dans les zones les plus difficiles de la montagne pyrénéennes. Les élevages calent leur système sur le cycle de production de l'herbe, avec une transhumance estivale des animaux vers les alpages pendant que l'herbe des vallées est récoltée sous forme de foin pour alimenter les animaux l'hiver. Les estives sont très souvent collectives, avec une gestion traditionnelle par des commissions syndicales de vallée existantes depuis 1838. Les brebis agnellent entre décembre et mars, et le lait est récolté après sevrage des agneaux, vers 35 jours. Ceux-ci sont exportés vers l'Espagne pour y être engraissés, ou abattus sur place vers 45 jours pour être commercialisés sous le label rouge agneau de lait des Pyrénées. Le lait est lui collecté par les industries laitières, ou transformé sur place.

## Sélection
Un programme de sélection a été mis en place en 1975. Il est coordonné par la coopérative d'insémination, l'UPRA des races ovines laitières des Pyrénées et le contrôle laitier. Ce schéma met en œuvre des moyens appropriés, s'appuyant sur le contrôle laitier qui concerne environ 14 500 brebis et sur une large utilisation de l’insémination artificielle pour diffuser la semence des meilleurs béliers à un grand nombre d'élevages de sélectionneurs. Les meilleurs jeunes mâles sont rassemblés en station d'évaluation pour que l'on contrôle leurs performances dans des conditions similaires, et les meilleurs d'entre eux sur des caractères morphologiques sont testés sur descendance pour la production laitière. Cela signifie que l'on met ces béliers à la reproduction et que les agnelles issues de ces accouplements sont à leur tour contrôlées pour que l'on en déduise la valeur génétique de leurs pères du point de vue de la production laitière, et plus précisément de la quantité de lait produite et de sa composition. Ce sont les béliers qui afficheront les meilleurs résultats qui seront utilisés pour l'insémination artificielle. Ce programme permet un progrès génétique annuel de 2,8 litres de lait par brebis et par lactation.

## Diffusion
Son effectif est concentré dans le Pays basque français et représente environ 120 000 brebis. Dans ce territoire, c'est la race qui occupe l'étage montagnard, notamment la haute Soule, la forêt d'Iraty et la vallée des Aldudes dans les Pyrénées-Atlantiques. On en trouve également dans le Pays basque espagnol ainsi qu'en Amérique du Sud.